# Michael Chong
Pour les articles homonymes, voir Chong.
Michael David Chong (né le 22 novembre 1971 à Windsor, Ontario), est un homme politique canadien.  

## Biographie
Il représente la circonscription de Wellington—Halton Hills à la Chambre des communes du Canada sous la bannière du Parti conservateur du Canada depuis l'élection fédérale de 2004.
À la suite de la victoire du Parti conservateur lors de l'élection de 2006, il est nommé Président du Conseil privé de la Reine pour le Canada, ministre des Affaires intergouvernementales et ministre des Sports.
Le 27 novembre 2006, Chong démissionne du conseil des ministres pour signifier son opposition à la motion du premier ministre Stephen Harper reconnaissant les Québécois comme une nation au sein du Canada. Selon Chong, il s'agit de la reconnaissance d'un nationalisme ethnique inacceptable en 2006. Il s'est abstenu de voter sur la motion, et précise qu'il appuie toujours les autres positions du parti et demeure député du Parti conservateur. Chong a été remplacé aux Affaires intergouvernementales par le député Peter Van Loan.
Il est en outre le parrain de la motion de l’opposition demandant que  la Chambre des communes canadienne « reconnaisse qu’un génocide est actuellement perpétré par la République populaire de Chine contre les Ouïgours et d’autres musulmans turciques (Minorités religieuses en Chine) »  qui fut votée à l'unanimité des députés présents le 22 février 2022 . Le Canada devient de ce fait l'un des premiers Etats dont l'une institutions reconnait le génocide des Ouighours .